# Lafitole
 Lafitole  es una comuna y población de Francia, en la región de Mediodía-Pirineos, departamento de Altos Pirineos, en el distrito de Tarbes y cantón de Maubourguet.
Su población en el censo de 1999 era de 377 habitantes.
Está integrada en la Communauté de communes du Val d'Adour.

## Demografía
| 354 | 387 | 385 | 408 | 361 | 377 |
| Para los censos de 1962 a 1999 la población legal corresponde a la población sin duplicidades (Fuente: INSEE [Consultar]) |     |     |     |     |     |